# Merodon femoratus
Merodon femoratus är en tvåvingeart som beskrevs av Sack 1913. Merodon femoratus ingår i släktet narcissblomflugor, och familjen blomflugor.
Artens utbredningsområde är Frankrike. Inga underarter finns listade i Catalogue of Life.